# José Dantés Díaz
José Dantés (nacido como José Dantes Díaz Amberis, el 26 de noviembre de 1975 en New York, Estados Unidos) es un abogado y político dominicano, miembro del Partido de la Liberación Dominicana. Ha sido funcionario público y docente.

## Biografía
Nació el 26 de noviembre de 1975 en Nueva York, Estados Unidos. Es el hijo menor de Dante D. Díaz Aguasvivas y Milagros del Carmen Amberis (fallecida). Pertenece al Partido de la Liberación Dominicana, del cual es miembro de su Comité Político.
Cursó sus estudios en la escuela pública General Antonio Duvergé, del sector de Honduras del Distrito Nacional. Posteriormente pasó al Colegio Infantil Atala, mientras que el bachillerato lo cursó en el Liceo Experimental de la O&M y en el Colegio Santa Teresita.
En la Universidad Católica Santo Domingo obtuvo licenciatura en Diplomacia y Relaciones Internacionales; así como una licenciatura en Derecho, en la que logró un Magna Cum Laude. También cuenta con una Maestría en Derecho de la Regulación Bancaria y Mercados Financieros de la Universidad Georgetown, de Washington, Estados Unidos. Actualmente es Doctorando en Derecho de la Universidad Externado de Colombia.
Durante sus años de universidad escribió algunos artículos sobre temas diplomáticos y políticos para los periódicos Listín Diario y Hoy.

## Carrera Pública
De 1996 a 1998 laboró como asistente en la Sub Dirección General de Migración y en la Secretaría de Estado de Deportes, Educación Física y Recreación de la República Dominicana. En 1998 fue designado Consejero de la División de Protocolo de la Secretaría de Estado de Relaciones Exteriores, Encargado de Protocolo de los Viajes al Exterior de la Presidencia de la República.
De 2001 a 2004 laboró en la Escuela Nacional de la Judicatura de la Suprema Corte de Justicia, institución encargada de la formación y capacitación de los jueces y aspirantes a jueces, donde laboró como Director de Relaciones Internacionales y Gerente de Innovación y Gestión Interna.
En septiembre de 2004 fue designado como Representante Alterno del Gobierno Dominicano ante la OEA, en Washington, donde desempeñó dichas funciones hasta finales del año 2007.
En septiembre de 2008 fue designado procurador fiscal adjunto, primer sustituto del procurador fiscal del Distrito Nacional, funciones que desempeñó hasta diciembre de 2011. Y desde enero de 2012 hasta agosto de ese mismo año fue procurador fiscal, director del Despacho del procurador general de la República.
En enero de 2013 fue designado director ejecutivo de la Comisión Permanente de Titulación de Terrenos del Estado, función que desempeñó hasta agosto de 2020. Durante su gestión se implementó por primera vez una política pública estatal de titulación masiva de terrenos.

## Trayectoria política
Ingresó al Partido de la Liberación Dominicana (PLD) como simpatizante en 1994 y en 1997 se organizó en un círculo de estudios en el Comité Intermedio Freddy Diloné Pérez, de la Circunscripción 2 del Distrito Nacional.  
Entre los años 1995-1999 formó parte de la entonces Comisión Juvenil del Comité Central, hoy Secretaría de la Juventud del PLD, de la cual fue vicesecretario durante varios años.
Es presidente de un Comité de Base del PLD, del Comité Intermedio 16 de agosto “E” del Distrito Nacional; y es miembro del Comité Central desde el 2014. 
En noviembre de 2019 fue designado Secretario de Asuntos Jurídicos del Partido de la Liberación Dominicana, mientras que en marzo de 2020 fue designado representante del candidato presidencial del PLD ante la Junta Central Electoral; en marzo de 2021 fue elegido como miembro del Comité Político del PLD y en mayo del mismo año fue elegido como Secretario de Asuntos Jurídicos del PLD. 